# Генріх II (маркграф Бранденбургу)
Генріх II Дитина (*Heinrich das Kind бл. 1308 — 1320) — маркграф Бранденбургу в 1319—1320 роках.

## Життєпис
Походив з династії Асканіїв. Син Генріха I, маркграфа Бранденбург-Штендаль, та Агнеси Віттельсбах (доньки Людвіга II, герцога Верхньої Баварії). Народився близько 1308 року. Після смерті батька в 1318 році став маркграфом Ландсбергу.
1319 року Генріх став маркграфом Бранденбургу в 11 років. Його регентом став Вартіслав IV, герцог Померанії-Вольгаст, який намагався використати малолітство маркграфства в інтересах своєї держави. Проте невдовзі опікуном Генріха II намагався стати Рудольф I, курфюрст Саксонії. За цих умов імператор Людвіг IV в 1320 році оголосив Генріха повнолітнім.
Помер в 1320 році у місті Бврвальд. Бранденбург відійшов його вуйкові Людвігу IV, імператору Священної Римської імперії, який обійшов інших представників роду Асканії, що правили в графстві Ангальт. Невдовзі імператор передав Бранденбург в льон своєму синові Людвігу Баварському.